# Karl Höjer
Karl Johan Höjer, född 24 december 1894 i Visby, död 23 november 1962 i Danderyds församling, var en svensk ämbetsman.
Karl Höjer var son till Nils Höjer och bror till Axel och Gerda Höjer. Han avlade studentexamen i Stockholm 1913 och ägnade sig sedan de närmaste åren åt militäryrket. Han genomgick Krigsskolan samt Artilleri- och ingenjörhögskolan samt blev 1915 fänrik och 1918 löjtnant vid Norrlands artilleriregemente. 1919 inträdde Höjer i Pensionsstyrelsens tjänst som amanuens och tjänstgjorde 1928–1936 som aktuarie, samtidigt med att han fortsatte sina studier vid Stockholms högskola, där han 1922 blev filosofie kandidat och 1928 filosofie licentiat. Från 1923 medverkade han i Svenska fattigvårds- och barnavårdsförbundet, vars direktör han blev 1936. 1942 lämnade han tjänsten, sedan han 1940 utsett till tillförordnad generaldirektör och chef för Socialstyrelsen. Som sådan hade han till 1944 då Statens utlänningskommission inrättades, ansvaret för flyktingfrågor. Sedan han 1945 lämnat Socialstyrelsen, fick han samma år generaldirektörs namn. Höjer ägnade sig senare åt utredningsarbeten åt Socialvårdskommittén, där han blev medlem 1938, och åt en 1940 tillträdd tjänst som lärare i sociallagstiftning. 1946 blev han ledamot av styrelsen för Allmänna barnhuset. Höjer var ordförande för 1942 års sakkunniga rörande utredning av grunderna för levnadskostnadsindex. Han utgav ett par uppskattade arbeten i sociala frågor: En svensk medborgares trygghet mot nöd. Fattigvård och socialförsäkring (1937, 2:a upplagan 1941) samt Samhället och barnen (1940).